# Piczo

Das Piczo-Logo

Piczo war ein Online-Netzwerk für Jugendliche mit 28 Millionen Mitgliedern. Der deutsche Ableger hatte etwa zwei Millionen Mitglieder.
Entwickelt wurde es von der Piczo, Inc. (San Francisco, USA) mit der Funktion eines sozialen Netzwerks und statischen Elementen wie Freundesliste, Shoutbox (vgl. Gästebuch) und Profilseiten. Da das Piczo-Netzwerk auf der Ajax-Plattform „Funtigo“ aufbaute, waren die Nutzerseiten ohne HTML-Kenntnisse erstellbar. Die Nutzung des Piczo-Netzwerks unterlag dem Recht des Bundesstaates Kalifornien.
In ihrem offiziellen Blog gab die Piczo-Crew am 31. Oktober 2012 bekannt, dass das Piczo-Netzwerk aufgrund der zu hohen Serverkosten in nächster Zeit aufgegeben werde. Bis zum Ende von 2012 hatten die Nutzer Zeit, um eine Datensicherung ihrer Websites zu erstellen. Seit Anfang des Jahres 2013 erschien auf der Homepage eine Mitteilung, dass Piczo nun endgültig abgeschaltet ist. Bis zum Oktober 2014 gab es noch die Möglichkeit, die alten Webseiten der Kunden abzurufen. Seitdem existiert auf sämtlichen Sublinks der Seite Piczo.com eine Weiterleitung auf eine andere externe Webseite.

## Unternehmen
Piczo, Inc. wurde im Jahr 2004 von Jim Conning gegründet und von einem sechsköpfigen Vorstand geleitet. Als Ergebnis der im September 2006 erfolgten Einstellung von Chris Seth und der gleichzeitig angekündigten Ausweitung auf den europäischen Markt lokalisierte Piczo, Inc. ihr Produkt am 18. April 2007 sowohl für den deutschen als auch für den französischen und spanischen Markt. Der deutsche Bereich wurde bis zum Verkauf an Stardoll (schwedisches Internet-Unternehmen mit Fokus auf Teenager) im März 2009 von Fabian V. Thobe betreut. Laut Aussage des Geschäftsführers der Star Doll Holding Mattias Mischke in der Times sollte das zusammengeschlossene Unternehmen vom Start weg profitabel sein. Piczo finanzierte sich hierbei vornehmlich durch Werbung, die Stardoll-Produkte durch Digital Goods.

## Zielgruppe
Die Hauptgruppe der Piczo-Nutzer stellten Jugendliche zwischen 13 und 17 Jahren. In einem Vortrag im März 2007 schätzte CEO Jeremy Verba seine Nutzer und den Zielmarkt wie folgt ein: „Dies sind Märkte, die zu Geld gemacht werden können. Dies sind werbe- und sponsorenbasierende Märkte“. Der Geldbetrag, der durch Jugendliche selbst oder durch Jugendliche beeinflusst im Jahr 2004 in den USA ausgegeben wurde, betrug laut Verba 3,1 Milliarden US-Dollar. Den Betrag, den die 13 bis 17 Jahre alten Jugendlichen pro Jahr im Internet alleine ausgeben, bezifferte Verba in seinem Vortrag auf 745 Millionen US-Dollar.
Im Juli 2007 gab Piczo, Inc. die Etablierung von „Piczo Insiders“ bekannt. Sie war eine besondere Gruppe von Nutzern, die als „weltweit größte Teenager Verständnis- und Beeinflussergruppe“ den Absatzfachleuten und Marktforschern den Zugang zu dem als schwierig eingeschätzten Markt der Jugendlichen ermöglichen sollte.

## Dienstleistungen von Piczo
Piczo bot die Möglichkeit, kostenlos eigene Websites zu erstellen – HTML-Kenntnisse waren dafür nicht notwendig. Die URL dieser Websites war stets wie folgt aufgebaut: www.name.piczo.com oder www.piczo.com/name. Für das Erstellen dieser Websites gab es viele Extras: Glitzertexte, Hintergrundmusik oder so genannte Shoutboxen (eine Art Gästebuch). Piczo ermöglichte zudem das Hochladen von Bildern. Jeder Piczo-Nutzer hatte die Möglichkeit, andere Nutzer in seine „Freundeliste“ aufzunehmen. Dazu musste dieser jedoch erst einer Einladung folgen und dieser zustimmen. Dadurch entstand ein Netzwerk verlinkter Seiten.

## Kommunikation
Ab Januar 2009 bot Piczo in Zusammenarbeit mit meebo einen Service an, der allen eingeloggten Mitgliedern angezeigt wurde. Hierbei handelte es sich um eine kleine Leiste am unteren Bildschirmrand, die es dem Nutzer ermöglichte, seinen bestätigten Freunden Nachrichten zu schreiben, deren Profile anzusehen und anderes.

## Schutz der Nutzer
Es gab mehrere Möglichkeiten, seine Piczo-Webseite zu schützen:
- Nur Piczo-Mitglieder auf seiner Webseite zulassen.
- Seine Webseite mit einem Passwort schützen.
- „Im Aufbau“: Das führt allerdings dazu, dass andere Personen die Seite nicht ansehen können.
- „Nur Freunde“: Hier können nur bestätigte Piczo-Freunde auf die Webseite zugreifen.

## Problematik
Alle Angaben auf der Plattform konnten leicht gefälscht werden. Bei der Registrierung musste die E-Mail-Adresse der Eltern bzw. Erziehungsberechtigten angegeben werden. Im weiteren Verlauf sollte der Code, der ihnen zugesandt worden war, zur Bestätigung mitgeteilt werden.
Eine weitere Problematik bestand darin, dass, da Piczo ab 13 Jahren freigegeben war, einige jüngere Kinder ihr falsches Alter angaben.